# Międzyrzecz (gemeente)

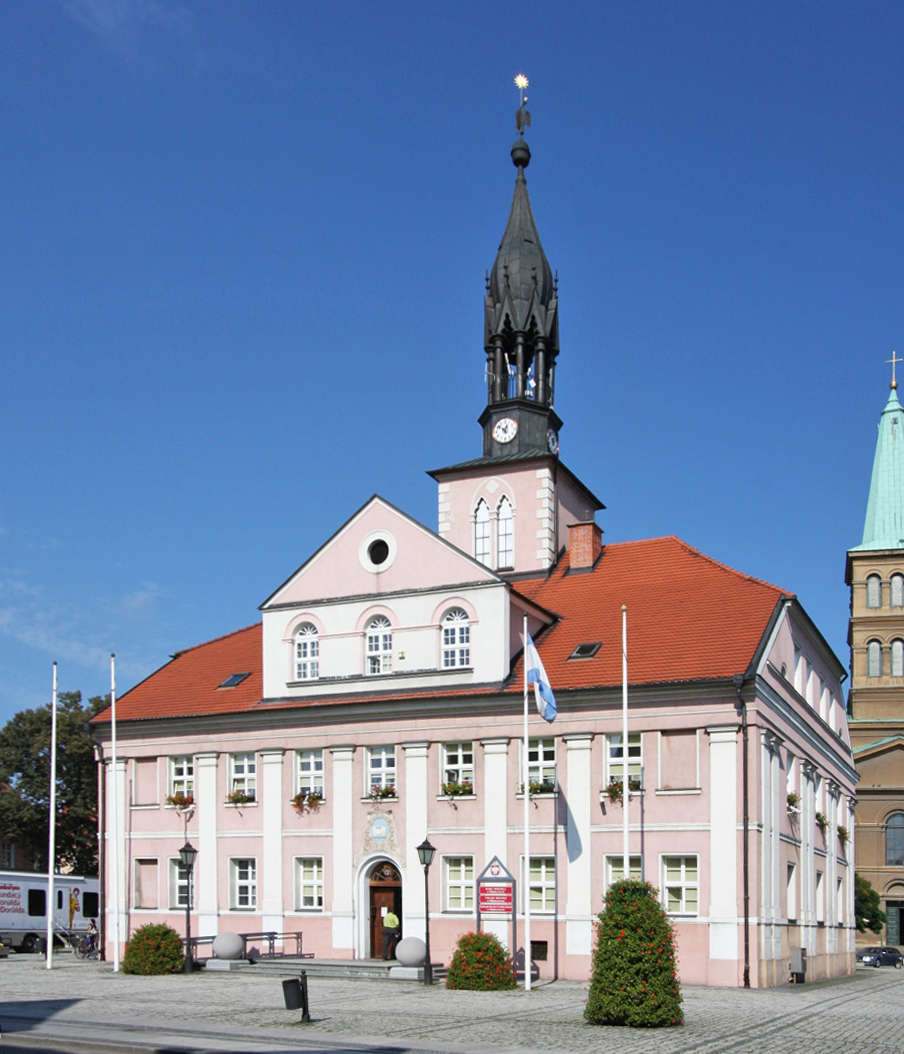
Raadhuis

De gemeente Międzyrzecz is een stad- en landgemeente in de Poolse woiwodschap Lubusz, in powiat Międzyrzecki.
De zetel van de gemeente is in de stad Międzyrzecz.

## Sołectwo
- Sołectwo Bobowicko:
  - Bobowicko (wieś)
  - Karolewo (przysiółek)
- Sołectwo Bukowiec:
  - Bukowiec (wieś)
  - Czarny Bocian (leśniczówka)
- Sołectwo Gorzyca:
  - Gorzyca (wieś)
  - Zamostowo - dawniej Ziemsko (przysiółek)
- Sołectwo Kalsko:
  - Brzozowy Ług (przysiółek)
  - Jeleniogłowy (osada)
  - Kalsko (wieś)
  - Kolonia Żółwin (przysiółek)
  - Kwiecie (przysiółek)
  - Lubosinek (osada)
  - Porąbka (leśniczówka)
  - Rojewo (wieś)
- Sołectwo Kaława:
  - Kaława (wieś)
- Sołectwo Kęszyca Leśna:
  - Kęszyca Leśna (wieś)
- Sołectwo Kuligowo:
  - Kuligowo (wieś)
  - Marianowo - dawniej Gumniska (przysiółek)
  - Leśniczówka Kuligowo (leśniczówka)
- Sołectwo Kursko:
  - Kursko (wieś) z 2 częściami: Kursko Stare en Kursko Nowe
- Sołectwo Kuźnik:
  - Kuźnik (wieś)
  - Łęgowskie (osada)
  - Międzyrzecz-Wybudowanie (osiedle)
  - Skoki (przysiółek)
- Sołectwo Nietoperek:
  - Kęszyca (wieś)
  - Kolonia Nietoperek (przysiółek)
  - Leśniczówka Nietoperek (leśniczówka)
  - Nietoperek (wieś)
- Sołectwo Pieski:
  - Pieski (wieś)
- Sołectwo Pniewo:
  - Pniewo (osada)
- Sołectwo Szumiąca:
  - Szumiąca (wieś)
- Sołectwo Święty Wojciech:
  - Głębokie (kolonia)
  - Jagielnik (osada)
  - Kęszyca-Kolonia (przysiółek)
  - Święty Wojciech (wieś)
  - Wojciechówek (przysiółek)
- Sołectwo Wysoka:
  - Wysoka (wieś)
- Sołectwo Wyszanowo:
  - Wyszanowo (wieś)
- Sołectwo Żółwin:
  - Żółwin (wieś)

## Demografie
Stand op 2017:
| Opis                           | Totaal | Totaal | Stad   | Stad  | Sołectwa | Sołectwa |
| ------------------------------ | ------ | ------ | ------ | ----- | -------- | -------- |
| eenheid                        | aantal | %      | aantal | %     | aantal   | %        |
| inwoners                       | 25 131 | 100    | 18 310 | 72,86 | 6 821    | 27,14    |
| bevolkingsdichtheid (inw./km²) | 80     | —      | 1 785  | 1 785 | 22       | 22       |

## Oppervlakte gegevens
- agrarisch gebied: 37%
- bossen: 51%

De gemeente beslaat 22,72% van de totale oppervlakte van de powiat.

## Meren
- Jezioro Bagno
- Jezioro Bobowickie
- Jezioro Bukowieckie
- Jezioro Długie
- Jezioro Es
- Jezioro Głęboczek
- Jezioro Głębokie
- Jezioro Krzaczaste
- Jezioro Krzewie
- Jezioro Kursko
- Jezioro Nietopersko
- Jezioro Oczko
- Jezioro Oko
- Jezioro Paklicko Małe
- Jezioro Pieski
- Jezioro Pieskie
- Jezioro Przednie
- Jezioro Rojewo
- Jezioro Rozdrożne
- Jezioro Staw Kęszyca
- Jezioro Staw Skoki
- Jezioro Stoki
- Jezioro Środkowe
- Jezioro Trzebisz
- Jezioro Tylne
- Jezioro Wyszanowskie
- Jezioro Zamostowe
- Jezioro Żółwin

## Aangrenzende gemeenten
Bledzew, Lubrza, Przytoczna, Pszczew, Sulęcin, Świebodzin, Trzciel